# Yū Hasegawa
Yū Hasegawa (japanisch 長谷川 悠 Hasegawa Yū; * 5. Juli 1987 in der Präfektur Yamanashi) ist ein japanischer Fußballspieler.

## Karriere
Hasegawa erlernte das Fußballspielen in der Schulmannschaft der Ryutsu Keizai University Kashiwa High School. Seinen ersten Vertrag unterschrieb er 2006 bei Kashiwa Reysol. Der Verein spielte in der zweithöchsten Liga des Landes, der J2 League. 2006 wurde er an den FC Gifu ausgeliehen. 2007 kehrte er zum Erstligisten Kashiwa Reysol zurück. Im August 2007 wechselte er zum Zweitligisten Avispa Fukuoka. 2008 wechselte er zum Ligakonkurrenten Montedio Yamagata. 2008 wurde er mit dem Verein Vizemeister der J2 League und stieg in die J1 League auf. Für den Verein absolvierte er 118 Ligaspiele. 2012 wechselte er zum Ligakonkurrenten Omiya Ardija. Für den Verein absolvierte er 74 Erstligaspiele. 2015 wechselte er zum Zweitligisten Tokushima Vortis. Für den Verein absolvierte er 45 Ligaspiele. Im Juli 2016 wechselte er zum Ligakonkurrenten Shimizu S-Pulse. 2016 wurde er mit dem Verein Vizemeister der J2 League und stieg in die J1 League auf. Für den Verein absolvierte er 31 Ligaspiele. 2019 wechselte er zum Zweitligisten V-Varen Nagasaki. Für den Verein absolvierte er 13 Ligaspiele.